# Effet fondateur

Schématisation de l'effet fondateur
À gauche, une population globale, diffusant à droite vers trois possibilités de populations fondatrices

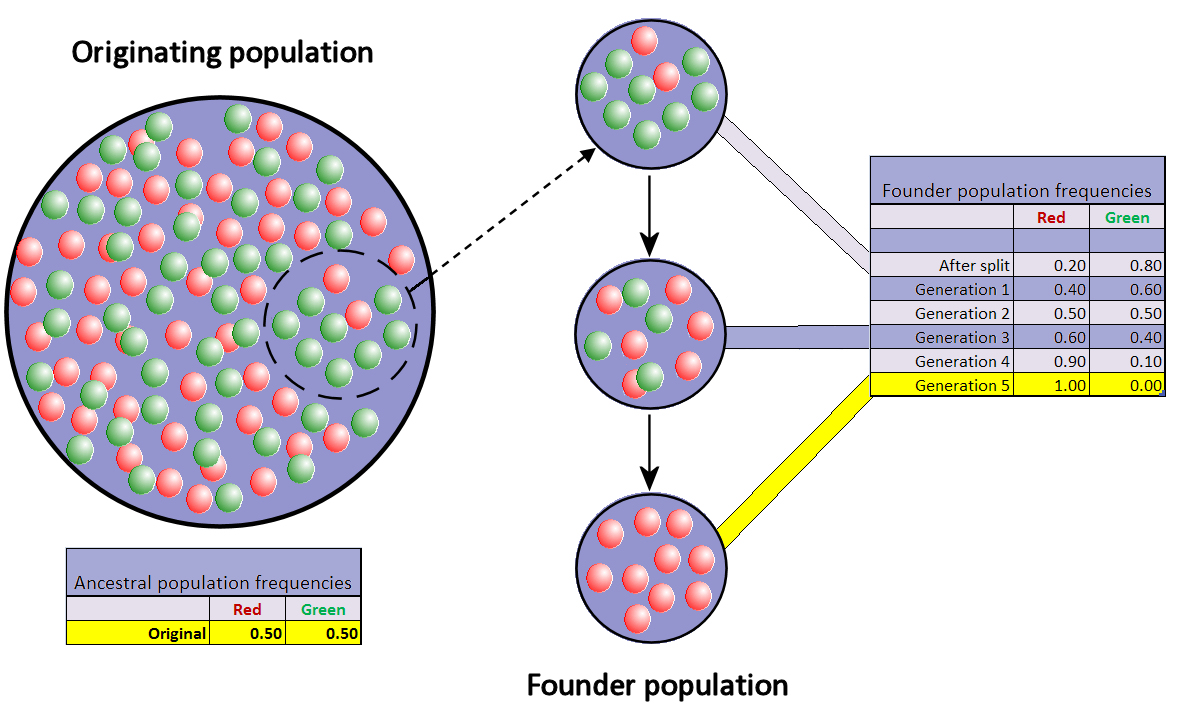
Schématisation de l'effet fondateur, avec (Points rouges, en bas du graphique) un effet « goulet d'étranglement ».
Si le noyau fondateur a une faible diversité génétique, les populations qui en découleront voient leur risque de dérive génétique ou de maladaptation augmenter.

En génétique des populations, l'effet fondateur correspond à une perte de variation génétique qui se produit lorsqu'une nouvelle population, d'un très petit nombre d'individus, s'établit à partir d'une population plus grande. Ernst Mayr l'a décrit pour la première fois en 1942, en utilisant des travaux théoriques existants, tels que ceux de Sewall Wright. En raison de la perte de la variation génétique, la nouvelle population peut être différente, à la fois génotypiquement et phénotypiquement, de la population parente dont elle est dérivée. Dans les cas extrêmes, on pense que l'effet fondateur conduit à la spéciation et à l'évolution subséquente de nouvelles espèces.
La locution « effet fondateur » peut être utilisée de manière plus restrictive pour décrire la diffusion d'une mutation génétique ou d'un trait génétique au sein d'une population à partir de l'apparition de celle-ci chez l’un de ses individus.

## Effet fondateur et génétique
On considère ici la diffusion d'une mutation ou d'un trait génétique qui va ensuite caractériser un groupe d'individus. Ce phénomène est particulièrement rapporté au sein de populations qui pour des raisons géographiques (pour l'homme ou les espèces animales) ou ethniques, religieuses, historiques, sociales ou politiques (pour les populations humaines) ont pratiqué l'endogamie ou quand un petit groupe « fondateur » est à l'origine d'une nouvelle population dans une nouvelle zone géographique.

## Dans le cadre des maladies génétiques
Dans ce cadre, la notion d'effet fondateur permet de préciser, par des études de génétique des populations, le groupe humain d'où est originaire cette mutation et aussi de dater l'apparition de cette mutation.
- Au niveau de la population humaine dans son ensemble, on ne peut néanmoins parler d'effet fondateur que si la mutation est rare et n'est apparue qu'une fois dans l'histoire de l'humanité. Par exemple, des auteurs scandinaves ont montré que la mutation Cys282Tyr du gène HFE, responsable de l'hémochromatose de type 1, est apparue il y a 60-70 générations chez un individu appartenant à la population viking ; cette mutation s'est ensuite diffusée principalement dans les populations du nord de l'Europe[3].

- On peut aussi utiliser le terme d'effet fondateur, pour décrire l'épidémiologie d'une maladie au sein d'une population définie, par exemple l'incidence de la maladie de Von Hippel-Lindau avec phéochromocytome dans la Forêt-Noire[4].

À l'inverse, pour d'autres maladies génétiques, le taux de néomutation est élevé (un patient peut être un cas de novo qui n'a pas reçu la mutation d'un de ses parents). Dans ce cas on ne peut démontrer un effet fondateur.

## Effet fondateur et spéciation
La notion d'effet fondateur est également utilisée dans le processus de spéciation allopatrique.
Il s'agit ici le plus souvent non pas d'une mutation génétique unique mais d'une divergence progressive de l'ensemble du génome entre deux populations aboutissant, in fine, à la constitution de deux espèces différentes (quand les individus des deux groupes ne sont plus inter-féconds).

## Exemple d'effet fondateur: les descendants des colons français d'Amérique
En raison de diverses migrations au cours de l'histoire humaine, les effets fondateurs sont assez courants chez les humains à différentes époques et à différents endroits. Les Canadiens français du Québec sont un exemple classique de population fondatrice. En 150 ans de colonisation française, entre 1608 et 1760, environ 8 500 pionniers se sont mariés et ont laissé au moins un descendant sur le territoire. À la suite de la prise de contrôle de la colonie par la couronne britannique en 1760, l'immigration en provenance de France a pris fin, mais les descendants de colons français ont continué de croître en nombre principalement en raison de leur taux de fécondité élevé. Les mariages mixtes se sont produits principalement avec les Acadiens déportés et les migrants venant des îles britanniques. Depuis le XXe siècle, l'immigration au Québec et le brassage des Canadiens français impliquent des gens de partout dans le monde. Bien que les Québécois d'aujourd'hui ont des origines plus diversifiées, la contribution génétique des fondateurs français d'origine est prédominante, expliquant environ 90 % des réserves de ressources génétiques régionales, tandis que les mélanges acadiens (descendants d'autres colons français de l'est du Canada) contribuent à 4 % des réserves et les Britanniques 2 %, les Autochtones et autres groupes contribuant moins.